# Schloss Schleiden

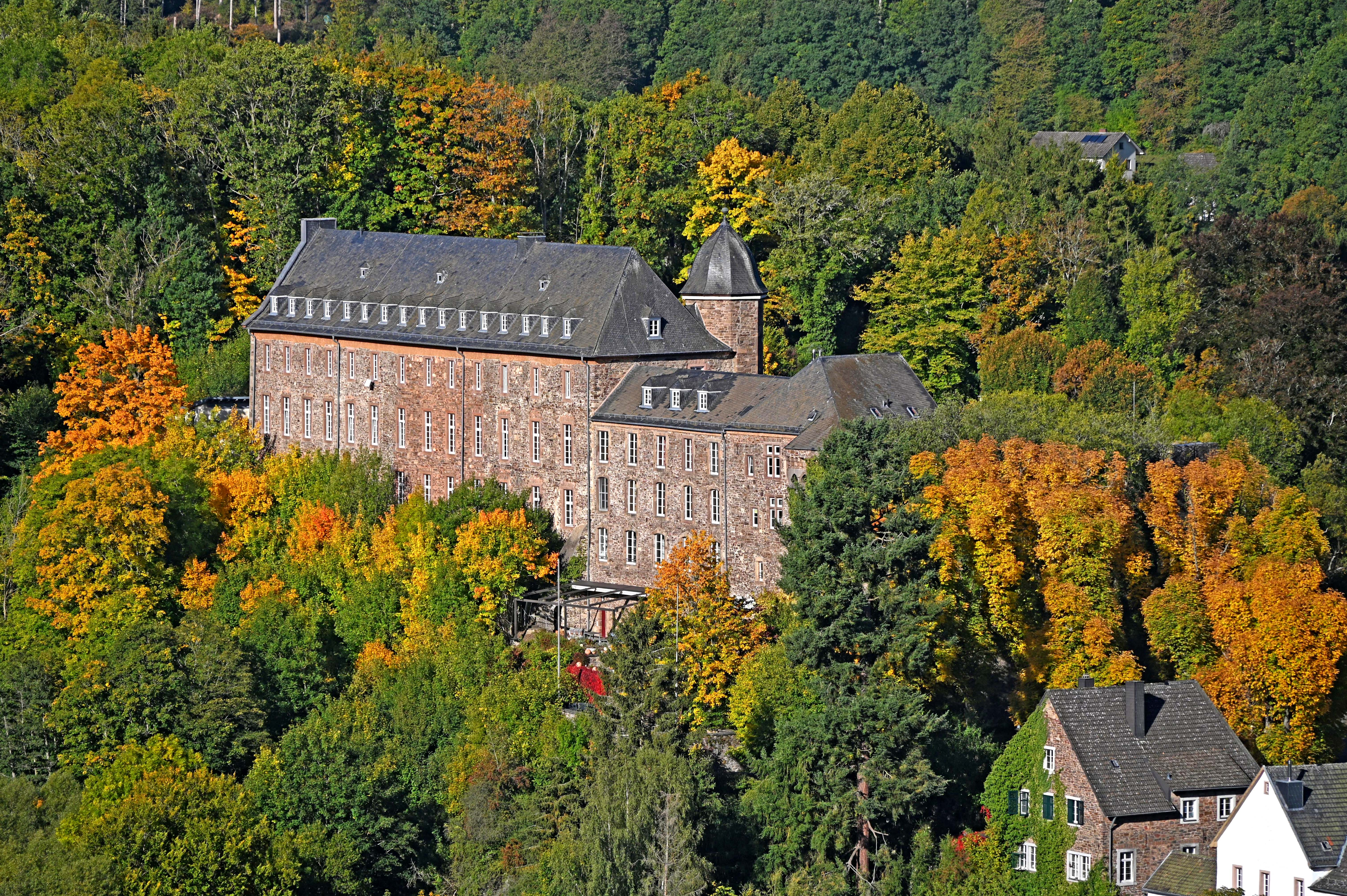
Schloss Schleiden, 2023

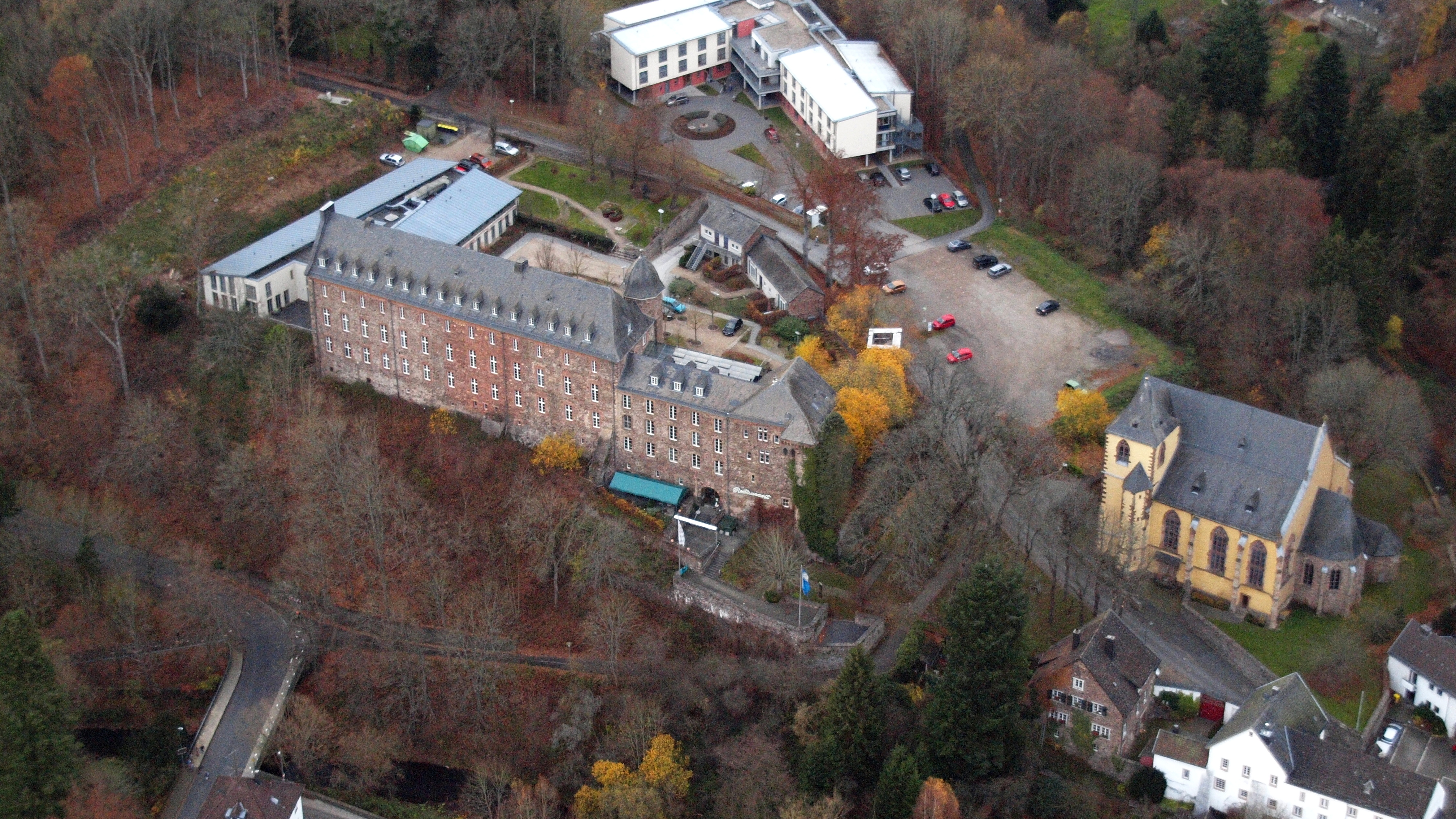
Schloss Schleiden, Ansicht aus östlicher Richtung, Luftaufnahme (2015)

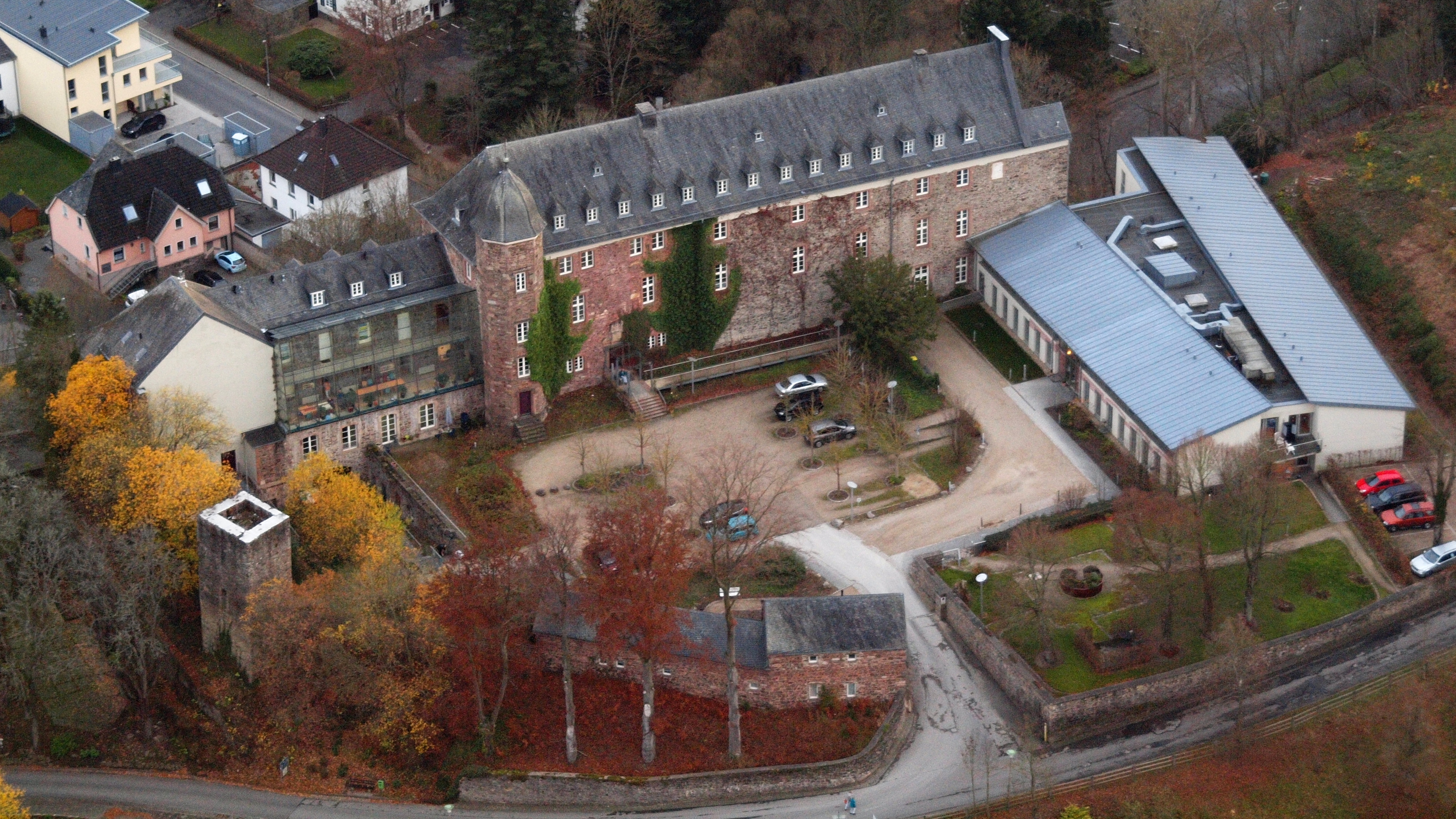
Schloss Schleiden, Ansicht aus nördlicher Richtung, Luftaufnahme (2015)

Das Schloss Schleiden in der Eifeler Stadt Schleiden war eine Burg aus dem späten 12. Jahrhundert, die aufgrund von erheblichen Zerstörungen in mehreren Kriegen zum heutigen Schloss umgebaut wurde.

## Geschichte

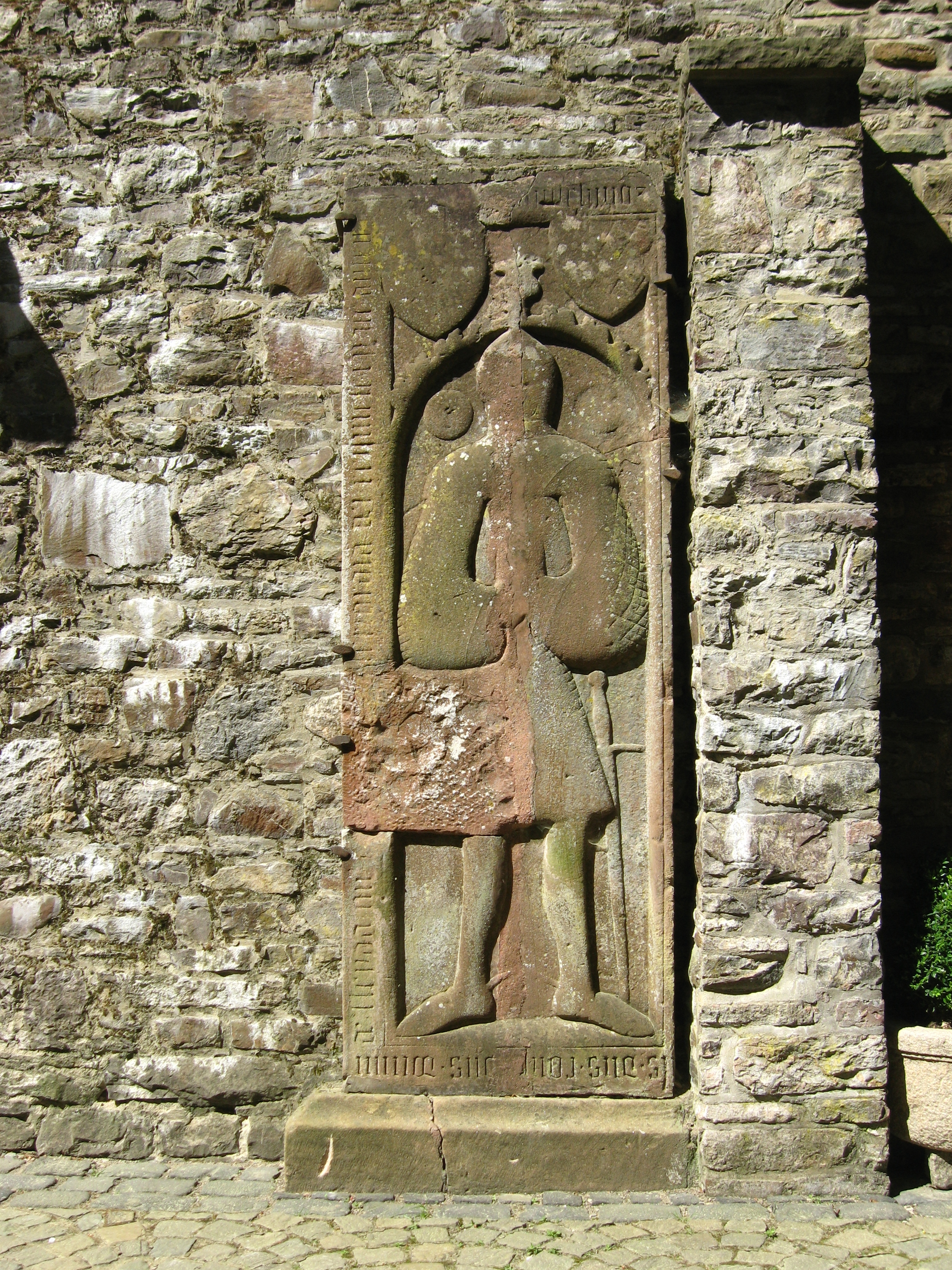
Mittelalterliche Grabplatte neben der heutigen Schlosskirche

Im Jahre 1198 wird das „castrum“ erstmals urkundlich ausgewiesen. 1343 erhielten die Grafen von Luxemburg die Burg als kaiserliches Lehen. 1346 gestattete der Kaiser, dass der Herr von Schleiden, der aus dem Geschlecht der Grafen von Blankenheim stammte, die Burg, die Vorburg und das Tal unter der Bedingung als Lehen des Grafen von Luxemburg nehmen durfte, dass die Festung ein luxemburgisches Offenhaus wurde. 1445 starb das Geschlecht der Herren von Schleiden aus und das Adelsgeschlecht derer von Nassau-Diez übernahm die Burganlage. Die Geschlechter von Manderscheid (1450), von der Marck (1593), von Arenberg (1773) folgten als adelige Burgherren zu Schleiden. 
1920 verkauften die Arenberger die zwischenzeitlich zum Schloss umgebaute ehemalige Festungsanlage an den Orden der Lazaristen. In den Kriegsjahren 1944 und 1945 erfolgte die weitgehende Zerstörung aller Schlossgebäude; lediglich der Südteil des Ostflügels und die Umfassungsmauern blieben erhalten. 1950 wurde das Schloss im alten Stil wieder aufgebaut. 1951 übernahm der Orden der Oblaten des hl. Franz von Sales das Schleidener Schloss und richtete das Schülerheim Marianum als Internat im Hauptgebäude ein.

## Umbau von der Burg zum Schloss
Zwischen 1689 und 1702 wurden verschiedene Wehrmauern und die Türme der Burganlage niedergelegt und der Gebäudekomplex um das Jahr 1726 zu einem Schloss umgebaut. Auf der Südseite entstand ein dreigeschossiges Gebäude, das die Schildmauer mit einbezog. Auf Grundlage der Pläne des Aachener Architekten und Baumeisters Johann Joseph Couven wurde ein Torbau als Verbindung zwischen dem Süd- und Ostflügel errichtet. Die Zufahrtsstraße zum Schlosshof wurde nördlich angelegt.
Zum Ensemble der ehemaligen Burg und des heutigen Schlosses Schleiden gehört seit dem frühen 13. Jahrhundert die vormalige Burgkapelle und heutige Schlosskirche, die Gräber und zahlreiche Reliquien der adeligen Herrschergeschlechter beherbergt.

## Heutige Nutzung
Nach mehrjährigem Leerstand des Gebäudekomplexes werden heute Teile des Schlosses als Seniorenresidenz genutzt; ein langjährig im historischen Gewölbekeller des Schlosses befindliches Restaurant wurde am 23. Februar 2025 aus Kostengründen und wegen Personalmangels geschlossen.

## Galerie

Geschichte
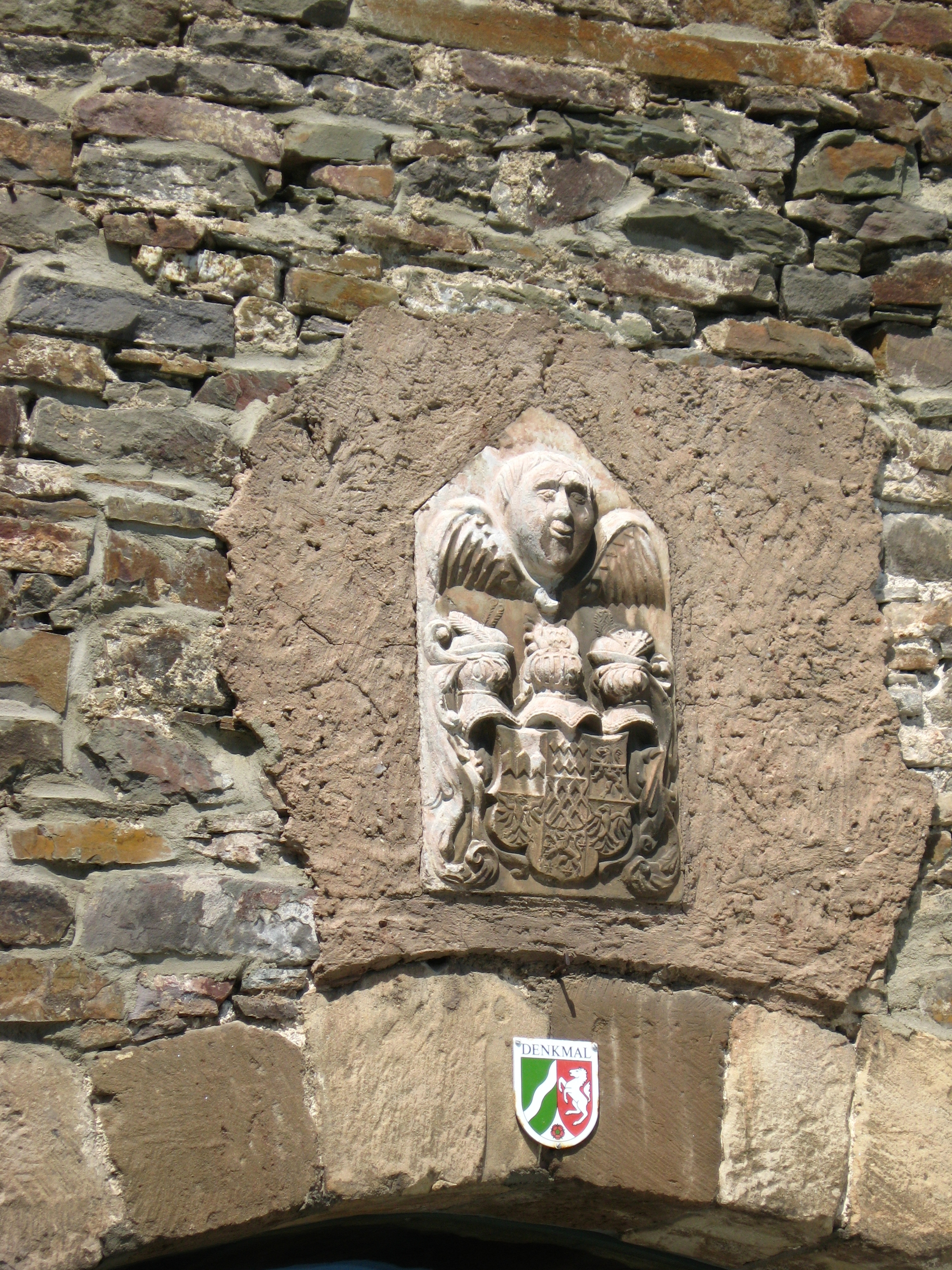
Wappen (talseitig)
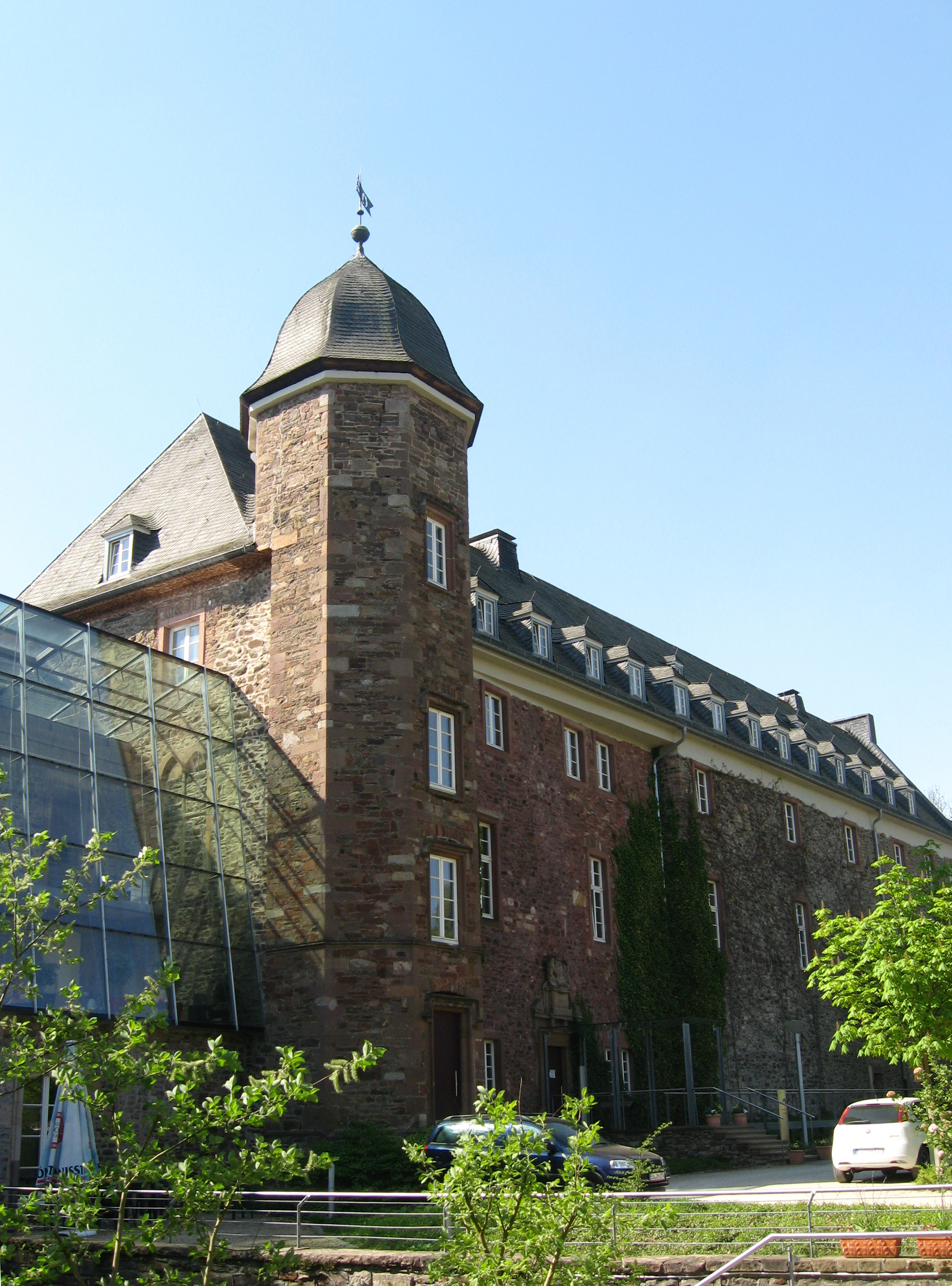
Frontseite am Innenhof
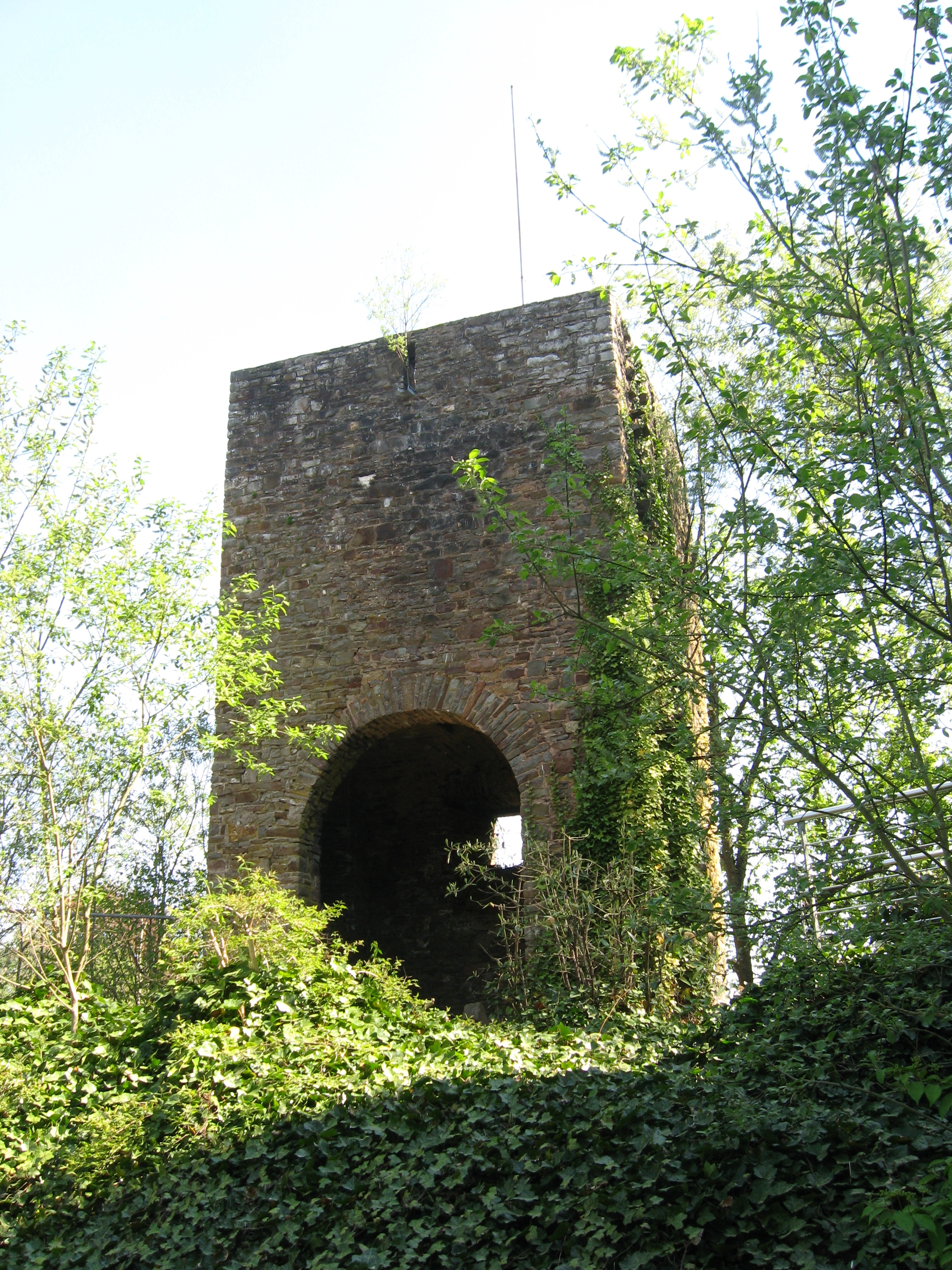
Turm am Schlosshof